# Individuel BC2 masculin aux Jeux paralympiques d'été de 2024
Cet article traite de l'épreuve masculine. Pour la compétition féminine, voir Individuel BC2 féminin de boccia aux Jeux paralympiques d'été de 2024.
Pour un article plus général, voir Boccia aux Jeux paralympiques d'été de 2024.
Navigation
Tokyo 2020 Los Angeles 2028
Le tournoi masculin BC2 de boccia aux Jeux paralympiques d'été de 2024 se déroule du 29 août au 2 septembre 2024 à Arena Paris Sud 1, en France.

## Médaillés
| Or                      | Argent                            | Bronze                    |
| Worawut Saengampa (THA) | M. Bintang Satria Herlangga (INA) | Watcharaphon Vongsa (THA) |

## Calendrier
| Date                   | Horaire | Manche           |
| ---------------------- | ------- | ---------------- |
| Jeudi 29 août          | 10 h 30 | Poules           |
| Vendredi 30 août       | 11 h 40 | Poules           |
| Vendredi 30 août       | 20 h 45 | Poules           |
| Samedi 31 août         | 18 h 25 | Quarts de finale |
| Dimanche 1er septembre | 11 h 55 | Demi-finales     |
| Dimanche 1er septembre | 17 h 00 | Petite finale    |
| Dimanche 1er septembre | 20 h 45 | Finale           |

## Phase de poule

### Poule A
| Athlète                   | J | G | P | PG | PE | Diff. | Notes |
| ------------------------- | - | - | - | -- | -- | ----- | ----- |
| Robert Mezik (SVK)        | 1 | 1 | 0 | 6  | 1  | +5    |       |
| Watcharaphon Vongsa (THA) | 1 | 1 | 0 | 5  | 5  | 0     |       |
| Faycal Meguenni (FRA)     | 1 | 0 | 1 | 5  | 5  | 0     |       |
| Mario Sayes (ESA)         | 1 | 0 | 1 | 1  | 6  | -5    |       |

| Date            | Joueur 1            | Résultat | Joueur 2            |
| --------------- | ------------------- | -------- | ------------------- |
| 29 août à 10h30 | Faycal Meguenni     | 5 - 5    | Watcharaphon Vongsa |
| 29 août à 10h30 | Mario Sayes         | 1 - 6    | Robert Mezik        |
| 30 août à 11h40 | Watcharaphon Vongsa | -        | Mario Sayes         |
| 30 août à 11h40 | Robert Mezik        | -        | Faycal Meguenni     |
| 30 août à 18h10 | Watcharaphon Vongsa | -        | Robert Mezik        |
| 30 août à 18h10 | Mario Sayes         | -        | Faycal Meguenni     |

### Poule B
| Athlète                 | J | G | P | PG | PE | Diff. | Notes |
| ----------------------- | - | - | - | -- | -- | ----- | ----- |
| Worawut Saengampa (THA) | 1 |   |   |    |    |       |       |
| Seo Minkyu (KOR)        | 1 |   |   |    |    |       |       |
| Francis Rombouts (BEL)  | 1 |   |   |    |    |       |       |
| Ayed Ben Youb (TUN)     | 1 |   |   |    |    |       |       |

#### Matchs
| Match | Date     | Joueur 1 | Résultat | Joueur 2 |
| ----- | -------- | -------- | -------- | -------- |
|       | août à h |          |          |          |
|       | août à h |          |          |          |
|       | août à h |          |          |          |
|       | août à h |          |          |          |
|       | août à h |          |          |          |
|       | août à h |          |          |          |

### Poule C
| Athlète              | J | G | P | PG | PE | Diff. | Notes |
| -------------------- | - | - | - | -- | -- | ----- | ----- |
| Marciel Santos (BRA) | 1 |   |   |    |    |       |       |
| Nadav Levi (ISR)     | 1 |   |   |    |    |       |       |
| Marco Dekker (NED)   | 1 |   |   |    |    |       |       |
| Achraf Tayahi (TUN)  | 1 |   |   |    |    |       |       |

#### Matchs
| Match | Date     | Joueur 1 | Résultat | Joueur 2 |
| ----- | -------- | -------- | -------- | -------- |
|       | août à h |          |          |          |
|       | août à h |          |          |          |
|       | août à h |          |          |          |
|       | août à h |          |          |          |
|       | août à h |          |          |          |
|       | août à h |          |          |          |

### Poule D
| Athlète                                                         | J | G | P | PG | PE | Diff. | Notes |
| --------------------------------------------------------------- | - | - | - | -- | -- | ----- | ----- |
| Takayuki Hirose (JPN)                                           | 1 |   |   |    |    |       |       |
| Felix Ardi Yudha (INA)                                          | 1 |   |   |    |    |       |       |
| Yan Zhiqiang (CHN)                                              | 1 |   |   |    |    |       |       |
| Danik Allard ([[????? aux Jeux paralympiques d'été de 2024\|]]) | 1 |   |   |    |    |       |       |

#### Matchs
| Match | Date     | Joueur 1 | Résultat | Joueur 2 |
| ----- | -------- | -------- | -------- | -------- |
|       | août à h |          |          |          |
|       | août à h |          |          |          |
|       | août à h |          |          |          |
|       | août à h |          |          |          |
|       | août à h |          |          |          |
|       | août à h |          |          |          |

### Poule E
| Athlète                  | J | G | P | PG | PE | Diff. | Notes |
| ------------------------ | - | - | - | -- | -- | ----- | ----- |
| Muhammad Herlangga (INA) | 1 |   |   |    |    |       |       |
| Hidetaka Sugimura (JPN)  | 1 |   |   |    |    |       |       |
| Lan Zhijian (CHN)        | 1 |   |   |    |    |       |       |
| Chee Hoong Lee (MAS)     | 1 |   |   |    |    |       |       |

#### Matchs
| Match | Date     | Joueur 1 | Résultat | Joueur 2 |
| ----- | -------- | -------- | -------- | -------- |
|       | août à h |          |          |          |
|       | août à h |          |          |          |
|       | août à h |          |          |          |
|       | août à h |          |          |          |
|       | août à h |          |          |          |
|       | août à h |          |          |          |

### Poule F
| Athlète               | J | G | P | PG | PE | Diff. | Notes |
| --------------------- | - | - | - | -- | -- | ----- | ----- |
| David Araujo (POR)    | 1 |   |   |    |    |       |       |
| Luis Cristaldo (ARG)  | 1 |   |   |    |    |       |       |
| Auréllien Fabre (FRA) | 1 |   |   |    |    |       |       |
| Iuri Silva (BRA)      | 1 |   |   |    |    |       |       |

#### Matchs
| Match | Date     | Joueur 1 | Résultat | Joueur 2 |
| ----- | -------- | -------- | -------- | -------- |
|       | août à h |          |          |          |
|       | août à h |          |          |          |
|       | août à h |          |          |          |
|       | août à h |          |          |          |
|       | août à h |          |          |          |
|       | août à h |          |          |          |

## Phase finale
|  | Quarts de finale      | Quarts de finale |                        |                        | Demi-finales          | Demi-finales          |  |  | Finale              | Finale              |
|  | Quarts de finale      | Quarts de finale |                        |                        | Demi-finales          | Demi-finales          |  |  | Finale              | Finale              |
|  |                       |                  |                        |                        |                       |                       |  |  |                     |                     |
|  | 31 août à 18h25       | 31 août à 18h25  |                        |                        | 1er septembre à 11h55 | 1er septembre à 11h55 |  |  | 2 septembre à 20h45 | 2 septembre à 20h45 |
|  | 31 août à 18h25       | 31 août à 18h25  |                        |                        | 1er septembre à 11h55 | 1er septembre à 11h55 |  |  | 2 septembre à 20h45 | 2 septembre à 20h45 |
|  |                       |                  |                        |                        | 1er septembre à 11h55 | 1er septembre à 11h55 |  |  | 2 septembre à 20h45 | 2 septembre à 20h45 |
|  |                       |                  |                        |                        | 1er septembre à 11h55 | 1er septembre à 11h55 |  |  | 2 septembre à 20h45 | 2 septembre à 20h45 |
|  |                       |                  |                        |                        | 1er septembre à 11h55 | 1er septembre à 11h55 |  |  | 2 septembre à 20h45 | 2 septembre à 20h45 |
|  |                       |                  |                        |                        |                       |                       |  |  | 2 septembre à 20h45 | 2 septembre à 20h45 |
|  | 31 août à 18h25       |                  |                        |                        |                       |                       |  |  | 2 septembre à 20h45 | 2 septembre à 20h45 |
|  |                       |                  |                        |                        |                       |                       |  |  | 2 septembre à 20h45 | 2 septembre à 20h45 |
|  |                       |                  |                        |                        |                       |                       |  |  | 2 septembre à 20h45 | 2 septembre à 20h45 |
|  |                       |                  |                        |                        |                       |                       |  |  | 2 septembre à 20h45 | 2 septembre à 20h45 |
|  |                       |                  |                        |                        |                       |                       |  |  | 2 septembre à 20h45 | 2 septembre à 20h45 |
|  |                       |                  |                        |                        |                       |                       |  |  |                     |                     |
|  | 31 août à 18h25       |                  |                        |                        |                       |                       |  |  |                     |                     |
|  |                       |                  |                        |                        |                       |                       |  |  |                     |                     |
|  |                       |                  |                        |                        |                       |                       |  |  |                     |                     |
|  | 1er septembre à 11h55 |                  |                        |                        |                       |                       |  |  |                     |                     |
|  |                       |                  |                        |                        |                       |                       |  |  |                     |                     |
|  |                       |                  |                        |                        |                       |                       |  |  |                     |                     |
|  | 31 août à 18h25       | 31 août à 18h25  | Match pour la 3e place | Match pour la 3e place |                       |                       |  |  |                     |                     |
|  | 31 août à 18h25       | 31 août à 18h25  | Match pour la 3e place | Match pour la 3e place |                       |                       |  |  |                     |                     |
|  |                       |                  | 1er septembre à 17h00  |                        |                       |                       |  |  |                     |                     |
|  |                       |                  |                        |                        |                       |                       |  |  |                     |                     |
|  |                       |                  |                        |                        |                       |                       |  |  |                     |                     |
|  |                       |                  |                        |                        |                       |                       |  |  |                     |                     |
|  |                       |                  |                        |                        |                       |                       |  |  |                     |                     |
|  |                       |                  |                        |                        |                       |                       |  |  |                     |                     |